# ولادیمیر باهاروف
ولادیمیر باهاروف (بلغاری: Владимир Бахъров؛ زادهٔ ۲۳ ژانویهٔ ۱۹۹۲) بازیکن فوتبال اهل بلغارستان است.
از باشگاه‌هایی که در آن بازی کرده است می‌توان به باشگاه فوتبال زسکا صوفیه اشاره کرد.